# Railaco (Verwaltungsamt)
| \| \| |
|       |

|  |

Railaco ist ein osttimoresisches Verwaltungsamt (portugiesisch Posto Administrativo) in der Gemeinde Ermera. Der Verwaltungssitz befindet sich in Railaco.

## Geographie

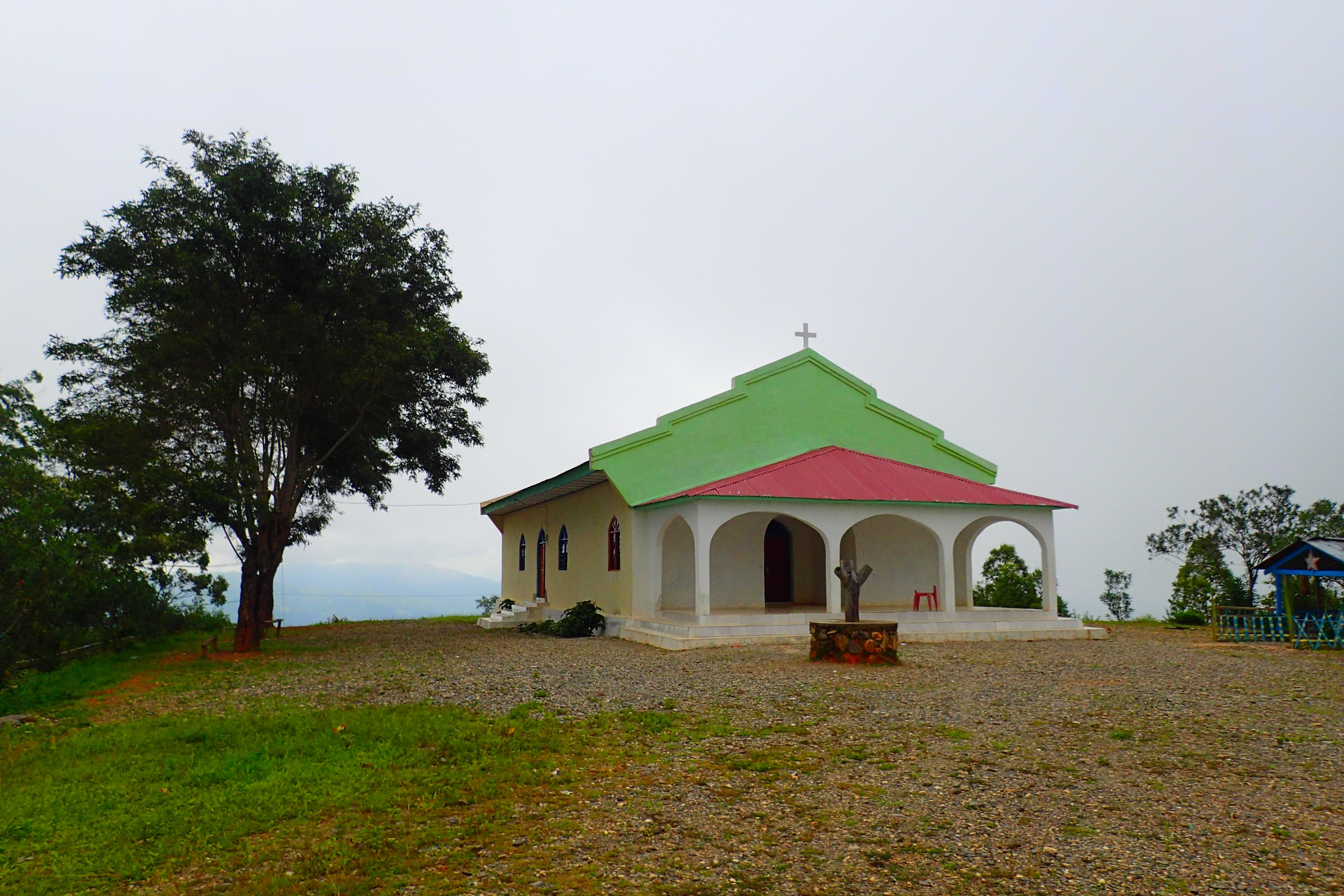
Neue Kirche von Railaco Craic

Bis 2014 wurden die Verwaltungsämter noch als Subdistrikte bezeichnet. Bis 2014 wurden die Verwaltungsämter noch als Subdistrikte bezeichnet. Vor der Gebietsreform 2015 hatte Railaco eine Fläche von 105,73 km². Nun sind es 92,15 km².
Das Verwaltungsamt Railaco liegt im Nordosten der Gemeinde Ermera. Südöstlich liegt das Verwaltungsamt Ermera. Im Norden grenzt Railaco an das zur Gemeinde Liquiçá gehörende Verwaltungsamt Bazartete und im Osten an die zur Gemeinde Aileu gehörenden Verwaltungsämter Laulara und Aileu. Die Grenze zu Ermera bildet der nach Westen fließende Rio Gleno, ein Nebenfluss des Lóis. In den Gleno mündet auch der im Südosten Railacos entspringende Maurotieramata, während Buamara und Balele nach Norden in das System des Comoros fließen. Railaco teilt sich in neun Sucos: Deleso (Deleco, Oeleso), Fatuquero, Liho (Lihu), Matata, Railaco Craic (Railaco Kraik, „Unter-Railaco“), Railaco Leten (Railako Leten, „Ober-Railaco“), Samalete (Samaleten), Taraco (Taraso, Taraço) und Tocoluli (Tokoluli).

Klimadaten
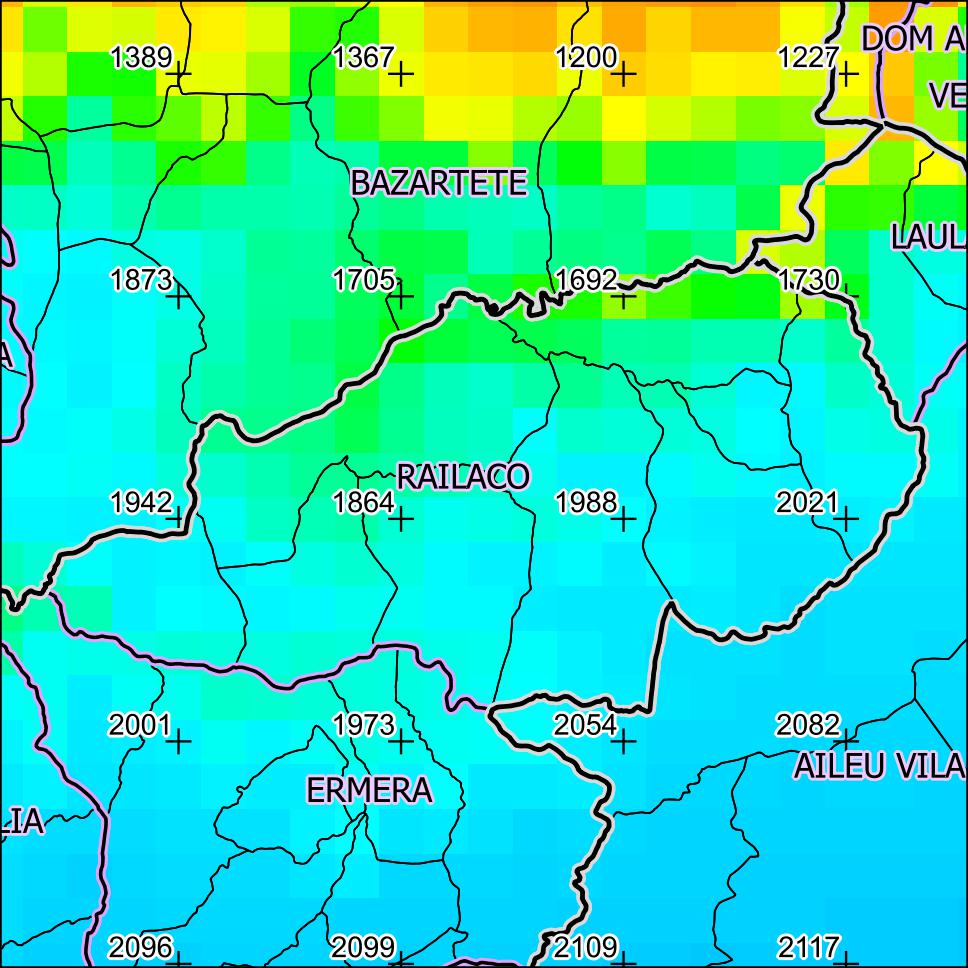
Jährliche Niederschlagsmenge (2000)
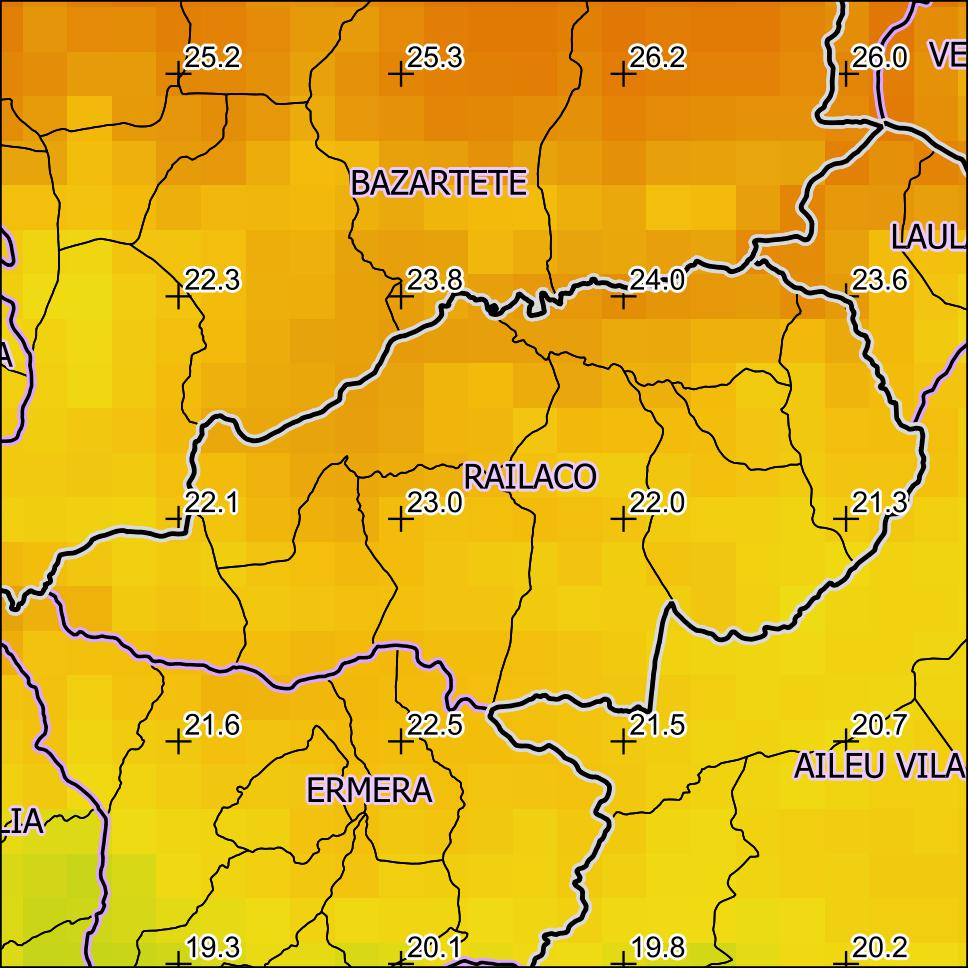
Jahresdurchschnitts-temperatur (2000)

## Einwohner

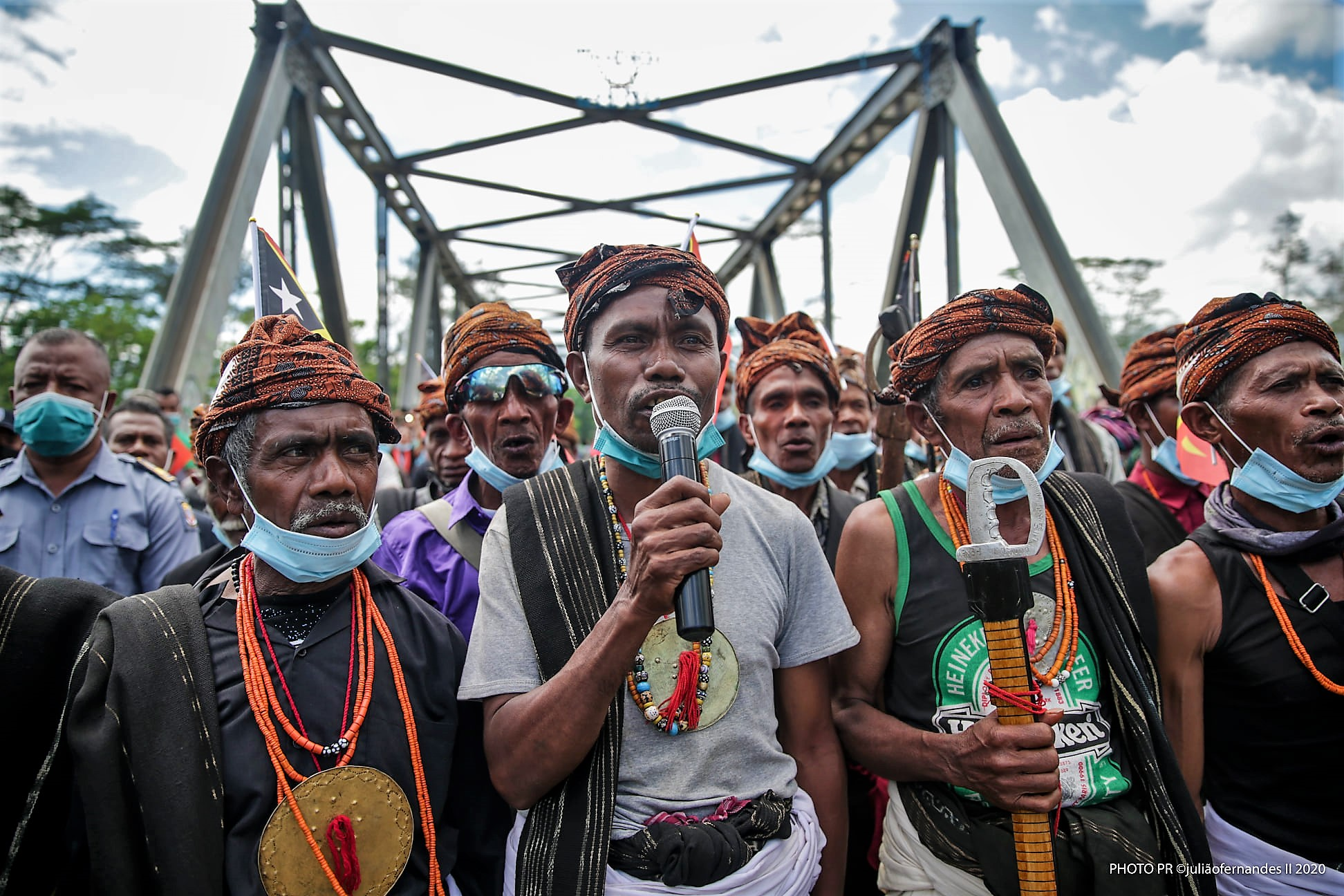
Die Dorfältesten begrüßen Präsident Guterres in Fatuquero (2020)

Im Verwaltungsamt leben 13.802 Menschen (2022), davon sind 7.107 Männer und 6.695 Frauen. 2.485 von ihnen wohnen im Suco Fatuquero, wo die Gemeindehauptstadt Gleno in Railaco reinreicht, in einer urbanen Umgebung, 11.317 im ländlichen Teil des Verwaltungsamtes. Im Suco gibt es 2.384 Haushalte. Die größte Sprachgruppe bilden die Sprecher der Nationalsprache Mambai. Der Altersdurchschnitt beträgt 17,5 Jahre (2010, 2004: 15,8 Jahre).

## Geschichte

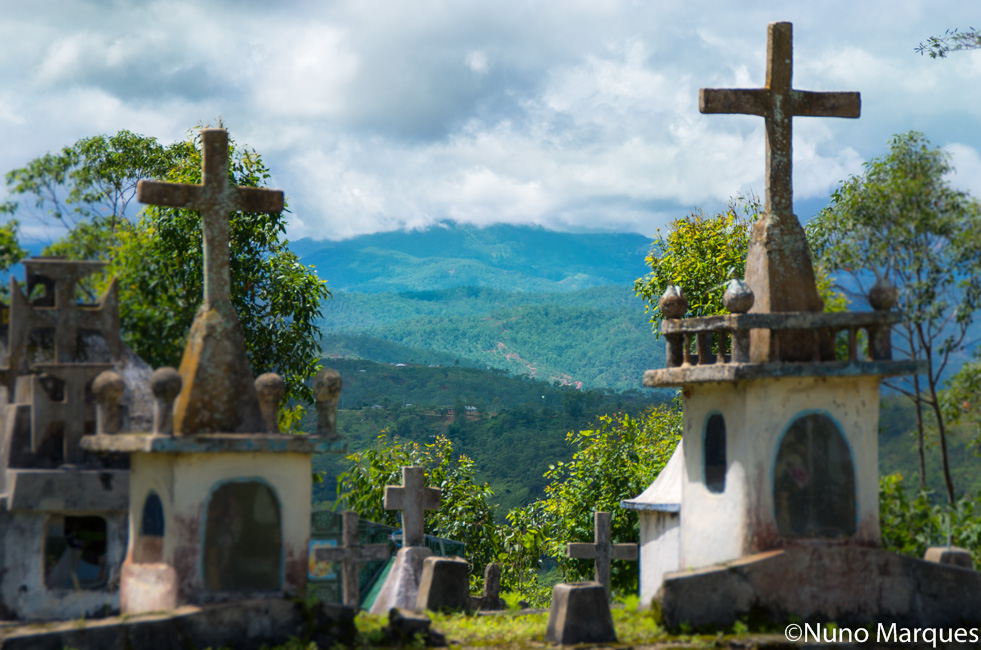
Friedhof in Railaco Craic

1975 flohen 70 Einwohner der Sucos von Taraco und Samalete nach Einschüchterungen durch UDT-Anhänger in die Wälder. Zur selben Zeit wurden sieben UDT-Mitglieder von FRETILIN-Anhängern ermordet. Die Ermordeten sollen selbst an Morden an FRETILIN-Anhängern beteiligt gewesen sein. Aus Rache wurde später wiederum ein FRETILIN-Anhänger durch UDT-Mitglieder umgebracht.
Im März/April 1976 drangen indonesische Truppen auch in den damaligen Subdistrikt Railaco ein. Dabei wurden gezielt auch Zivilisten ermordet. Zur besseren Kontrolle des Landes wurden Osttimoresen zwangsumgesiedelt. Dafür wurden sie in Transit Camps untergebracht. Eines der schlimmsten Lager befand sich ab Ende 1979 in Railaco. In ihm wurden Menschen durch das indonesische Bataillon 721 interniert, die besonders lange mit den Widerstandskämpfern in den Bergen gelebt hatten. Überlebende berichten, dass sie Wurzeln und Blättern sammeln mussten, um nicht zu verhungern. Nur einmal bekamen die Internierten von den Soldaten eine kleine Menge Mais und gesalzenen Fisch. Der Fisch verursachte bei den Unterernährten Durchfall, was oft tödliche Folgen hatte. Nie besuchten Hilfsorganisationen das Lager. Nach den Berichten starben bis zu zehn Menschen pro Tag, vor allem Kinder und Alte.
1992 wurden die Einwohner von Eraulo (Suco Samalete) auf die Insel Atauro zwangsumgesiedelt. Begründet wurde dies damit, dass sie angeblich Familienmitglieder hatten, die in den Wäldern Zuflucht suchten. Innerhalb von zwei Monaten starben drei der Zwangsdeportierten.
Zu Gewalttaten kam es in Railaco auch nach dem Unabhängigkeitsreferendum in Osttimor 1999 durch pro-indonesische Milizen.

## Politik

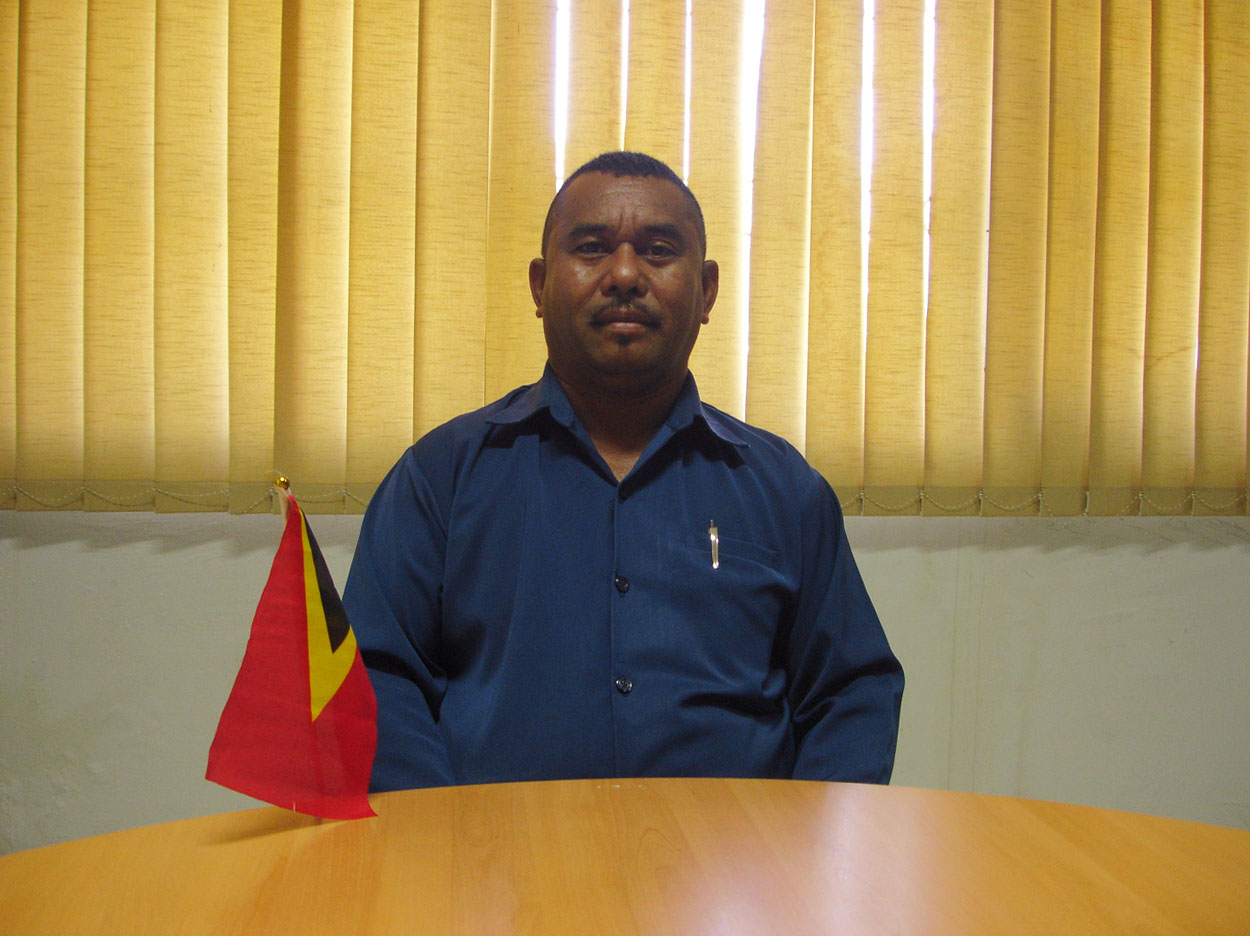
Administrator Bacelar C. Martins (2013)

In der indonesischen Besatzungszeit fungierte Lino de Jesus Torrezão zwischen 1997 und 1999 als Administrator von Railaco.
Der Administrator des Verwaltungsamts wird von der Zentralregierung in Dili ernannt. 2015 war dies Bacelar C. Martins und 2016 Arlindo dos Santos. 2021 wurde Tomás da Costa Soares zum Administrator ernannt und am 29. Januar 2024 Micaela dos Santos.

## Wirtschaft
81 % der Haushalte in Railaco bauen Maniok an, ebenso viele Mais, 77 % Kaffee, 66 % Gemüse, 66 % Kokosnüsse und 10 % Reis.